# 三好晃祐
三好 晃祐（みよし こうすけ、1992年7月10日 - ）は、日本の男性声優。神奈川県出身。アル・シェア所属

## 来歴
2006年に劇団ひまわり横浜エクステンションスタジオへ入所。その後、劇団ひまわり東京校全日制声優科2期に移籍。
2012年にマウスプロモーション附属俳優養成所へ入所。その後、2014年にマウスプロモーション所属。
『アルノサージュ〜生まれいずる星へ祈る詩〜』のデルタ・ランタノイル役で声優デビュー。初出演にして初主演となる。
2020年をもってマウスプロモーションを退所し、2021年よりフリーランスとして活動する旨を自身のTwitter上で報告した。
2021年4月1日よりアル・シェアに所属。

## 人物
声優を目指したきっかけは、幼少期から多くのアニメを見て育ったことから。母より「この声の人は、別のアニメではこの声の人だよ」と幼児や小学生の頃に聞いており、声優といった存在は子供の頃からわかっていたという。
好きなアニメにはロボットアニメを挙げている。小学4年生の頃に『機動戦士ガンダムSEED』が放送開始されたこともあり、「ガンダムシリーズ」を最初から視聴したいと思い、『機動戦士ガンダム』の劇場版3部作をレンタルした際、「それがすごく面白かった」という。
趣味はゲーム、読書、博物館めぐり。特技は三国志についての解説や語り、神話や伝承の勉強や考察、生き物の生態に関する勉強。資格は書道二段。

## 出演
太字はメインキャラクター。

### テレビアニメ
2014年
- 失われた未来を求めて
- ガンダムビルドファイターズトライ（ウズキ・ヨシキ）

2015年
- ゴッドイーター（村人）
- 聖剣使いの禁呪詠唱（男子）
- バトルスピリッツ烈火魂＜バーニングソウル＞（赤バトラーE、赤バトラーC）

2016年
- アイカツスターズ!（音声さん）
- テイルズ オブ ゼスティリア ザ クロス（二等対魔士、兵士、風の傭兵団、兵士、入隊希望者）
- バトルスピリッツ ダブルドライブ（客A、部下B）
- 僕のヒーローアカデミア（2016年 - 2024年、尾白猿夫、ニット帽の少年） - 7シリーズ
- 迷家-マヨイガ-（ジャック、テレビ司会者）

2017年
- TRICKSTER -江戸川乱歩「少年探偵団」より-（樋口二郞）
- ハンドシェイカー（店員）
- 時間の支配者（クロノス下級指揮官）
- 僕の彼女がマジメ過ぎるしょびっちな件（男）

2019年
- ぼくたちは勉強ができない!（観客C）

2020年
- 『ヒプノシスマイク -Division Rap Battle-』Rhyme Anima（瑠璃川一葉）

2021年
- 2.43 清陰高校男子バレー部（福蜂部員）

### 劇場アニメ
- 僕のヒーローアカデミア THE MOVIEシリーズ（2018年 - 2019年、尾白猿夫[12][13]） - 2作品

### OVA
- 機動戦士ガンダム THE ORIGIN I 青い瞳のキャスバル（2015年、マゼランクルー）

### Webアニメ
- マウスどうぶつえん（2017年 - 2018年 、タカのこうすけ）
- マウスどうぶつえん名作劇場（2020年、タカのこうすけ）

### ゲーム
2014年
- アルノサージュ〜生まれいずる星へ祈る詩〜（デルタ・ランタノイル）
- 学園ヘヴン2 〜DOUBLE SCRAMBLE!〜
- 激突! ブレイク学園（家仁可江朗、淵田八球、銀上氷牙、国立疾風）
- 魔法科高校の劣等生 LOST ZERO
- 機動戦士ガンダム オンライン（兵士G）

2015年
- 戦魂 -SENTAMA-（ザビエル、細川忠興）
- アウトディビジョン -刑徒隷僕区-（鬼柳陽平）
- ザクセスヘブン（屯田ノリタケ　焔一道）

2016年
- AIR（随身）
- 天空のクラフトフリート
- 12歳。〜恋するDiary〜（男の子）
- ゴッドオブハイスクール【神スク】（柳鉄平）
- 僕のヒーローアカデミア バトル・フォー・オール（尾白猿夫）

2017年
- アカシックリコード（永劫の火刑人スルト）
- 天空のクラフトフリート（右衛門）
- 僕のヒーローアカデミア スマッシュタップ（尾白猿夫）
- ラジアントヒストリア パーフェクトクロノロジー（ヘルツ）
- よるのないくに2（邪妖3）

2018年
- 東京プリズン（五十嵐徹也）
- ファイトリーグ（【不如帰】八朗）
- 僕のヒーローアカデミア スマッシュライジング（尾白猿夫）
- でみめん（トゥイ）

2019年
- Shadowverse（ナテラの穏健派男性）
- 天華百剣

2022年
- ブレイブ フロンティア レゾナ（ルジーナ）

2023年
- 僕のヒーローアカデミア ULTRA IMPACT（尾白猿夫）

### ドラマCD
- MAUSU THEATER Vol.001（2016年）
- 厨病激発ボーイ（2016年、高嶋智樹）

### BLCD
- キチク、エンカウント（2015年）

### 吹き替え

#### 映画
- CAGE ケージ（ルーキー、ピーター）
- メイズ・ランナー

#### ドラマ
- NCIS 〜ネイビー犯罪捜査班（ディアス、チューイ）
- ザ・リターン（ハンター・ギブス）
- STALKER:ストーカー犯罪特捜班（ポール）
- Titans/タイタンズ（マット）
- 七日の王妃（チョ・グァンオ）
- ハンドレッド（スターリング）

#### アニメ
- FはFamilyのF（レックス）

### ラジオ
- 迷家‐マヨイガ‐「納鳴村 村役場広報課」（音泉：2016年5月19日、回替わりパーソナリティ）

### ラジオドラマ
- 異世界で孤児院を開いたけど、なぜか誰一人巣立とうとしない件（2018年、ミヤモト[19]）

### オーディオブック
- 池袋ウエストゲートパーク[注釈 1]（2014年、高槻陽児）

### デジタルコミック
- ブレイブ フロンティア（2017年、ルジーナ[23]）
- はじめては結婚のあとで（2021年、雨宮伊織[24]）
- 過保護な颯くんの偏愛がすぎる（2022年、アオ[25]）